# Финлейсон, Даниэль
Даниэль Финлейсон (англ. Daniel Finlayson; род. 19 января 2001) — североирландский футболист, защитник шотландского клуба «Ливингстон» и молодёжной сборной Северной Ирландии.

## Клубная карьера

### «Рейнджерс»
Финлейсон прошел через молодежную систему «Рейнджерс». В феврале 2020 года он был отдан в аренду в клуб чемпионшипа ЮСЛ «Ориндж Каунти» вместе с Кэмми Палмер и Мэттью Шилсом в рамках партнерства между шотландским и американским коллективами. Он дебютировал за клуб в лиге 16 июля 2020 года в матче против «Финикс Райзинг».

### «Сент-Миррен»
5 октября 2020 года Финлейсон вернулся в Шотландию, чтобы присоединиться к «Сент-Миррену» на основе арендной сделки на сезон с возможностью выкупа за нераскрытую сумму. 21 мая 2021 года клуб объявил, что воспользовался опцией выкупа и подписал с Финлейсоном двухлетний контракт. В октябре 2021 года был отдан в аренду в «Келти Хартс».

### «Линфилд»
В июне 2022 года до конца сезона Финлейсон был отдан в аренду в клуб «Линфилд». В апреле 2023 года стал полноценным игроком команды.

### «Ливингстон»
13 мая 2024 года было официально объявлено, что Финлейсон присоединиться к шотландскому клубу «Ливингстон».

## Клубная статистика
| Клуб                   | Сезон      | Лига                   | Лига  | Лига | Кубок | Кубок | Кубок лиги | Кубок лиги | Другое | Другое | Итог  | Итог |
| Клуб                   | Сезон      | Дивизион               | Матчи | Голы | Матчи | Голы  | Матчи      | Голы       | Матчи  | Голы   | Матчи | Голы |
| ---------------------- | ---------- | ---------------------- | ----- | ---- | ----- | ----- | ---------- | ---------- | ------ | ------ | ----- | ---- |
| Рейнджерс              | 2019/20    | Шотландский Премьершип | 0     | 0    | 0     | 0     | 0          | 0          | —      | —      | 0     | 0    |
| Рейнджерс              | 2020/21    | Шотландский Премьершип | 0     | 0    | 0     | 0     | 0          | 0          | —      | —      | 0     | 0    |
| Рейнджерс              | Итог       | Итог                   | 0     | 0    | 0     | 0     | 0          | 0          | 0      | 0      | 0     | 0    |
| Ориндж Каунти (аренда) | 2020       | Чемпионшип ЮСЛ         | 12    | 0    | 0     | 0     | 0          | 0          | —      | —      | 12    | 0    |
| Сент-Миррен (аренда)   | 2020/21    | Шотландский Премьершип | 3     | 0    | 0     | 0     | 0          | 0          | —      | —      | 3     | 0    |
| Общий итог             | Общий итог | Общий итог             | 15    | 0    | 0     | 0     | 0          | 0          | 0      | 0      | 15    | 0    |